# Henri de Wendel
Henri Paul François de Wendel (* 24. März 1844 in Hayange; † 10. Oktober 1906 Schloss Vaugien, Saint-Rémy-lès-Chevreuse) war Industrieller und Mitglied des Deutschen Reichstags.

## Leben
Henri de Wendel entstammte der Industriellendynastie de Wendel. Sein Neffe Charles de Wendel war ebenfalls Reichstagsabgeordneter. Henri de Wendel wurde Ingenieur (Diplom der école centrale in Paris). Nach der Annexion Lothringens musste die Firma geteilt werden, da sich große Teile weiterhin auf französischem Gebiet befanden. Henri übernahm den Hüttenbetrieb in Hayange und wehrte mehrere Übernahmeversuche aus dem Reich ab. In dieser Zeit übernahm de Wendel auch ein britisches Verfahren zur Stahlherstellung. Durch die Übernahme dieses Thomas-Verfahren wurde die Firma bedeutend und Lothringen zu einem wichtigen Stahlrevier.
Ab 1872 war er verheiratet mit Bertha Henrietta Marie Hélène Corbel von Vaulserre, mit der er drei Söhne hatte.
Von 1881 bis 1890 war er Mitglied des Deutschen Reichstags für den Wahlkreis Reichsland Elsaß-Lothringen 13 (Bolchen, Diedenhofen). Er war Mitglied der Elsaß-Lothringischen Protestpartei.